# آرم کورتکس-ای۱۵
آرم کورتکس-ای۱۵ (به انگلیسی: ARM Cortex-A15) نام پردازنده طراحی شده توسط شرکت انگلیسی آرم هولدینگز بر پایه معماری آرم و برای استفاده در گوشی‌های هوشمند و تبلت‌ها است. از این معماری در چیپ‌ست‌های اگزینوس سری ۵ ساخت سامسونگ الکترونیکس و همچنین چیپ‌ست تگرا ۴ ساخت ان‌ویدیا استفاده شده‌است. تبلت گوگل نکسوس۱۰ و همچنین برخی مدل‌های گوشی سامسونگ گلکسی اس۴ دارای این نوع پردازنده هستند. کورتکس-ای۱۵ تا حداکثر ۵۰ درصد قدرت بیشتری نسبت به کورتکس-ای۹ دارد.